# Ghali (rapper)
Ghali, pseudonimo di Ghali Amdouni (Milano, 21 maggio 1993), è un rapper e cantautore italiano di origini tunisine.

## Biografia

### 2011-2016: Primi anni
Nato a Milano da genitori tunisini, ha sempre vissuto nel capoluogo lombardo, trascorrendo buona parte della sua infanzia a Baggio, quartiere della periferia milanese. Ha avuto un'infanzia dura, crescendo in ristrettezze economiche e senza il padre, il quale è stato arrestato ed incarcerato quando Ghali aveva 2 anni ed è tornato in Tunisia una volta scontata la pena. Durante l'adolescenza cresce in un ambiente di degrado e criminalità, venendo anche arrestato a sua volta da minorenne e trascorrendo un periodo di detenzione presso il carcere minorile "Cesare Beccaria" della sua città natale.
Inizia ad avvicinarsi all'hip hop utilizzando lo pseudonimo Fobia, mutato successivamente in Ghali Foh. Nel 2011 ha fondato i Troupe D'Elite, gruppo nel quale erano presenti anche il rapper Er Nyah (ora conosciuto come Ernia), la cantante Maite e il produttore Fonzie (ora conosciuto come Fawzi). Nello stesso anno è stato contattato dal rapper Guè, che lo ha messo sotto contratto nell'etichetta della quale è co-proprietario, la Tanta Roba. Con il tempo si è fatto conoscere anche grazie a Fedez, accompagnandolo nel suo tour. L'anno successivo ha pubblicato con il gruppo l'EP omonimo: la critica lo definisce come uno dei punti più bassi dell'hip hop italiano ed il gruppo è considerato al limite del demenziale. Nel luglio del 2013 Ghali ha pubblicato il mixtape Leader, collaborando con artisti quali Sfera Ebbasta e Maruego. Un anno dopo i Troupe D'Elite rescindono il contratto con la Tanta Roba e pubblicano l'album Il mio giorno preferito come artisti indipendenti, in download gratuito sulla piattaforma Honiro.
Dal 2014 al 2016 ha pubblicato una serie di singoli accompagnati da videoclip sul proprio canale YouTube, grazie ai quali ha ottenuto popolarità, i singoli sono stati poi inseriti nella raccolta Lunga vita a Sto, pubblicato il 24 novembre 2017. Nel 2015 ha cambiato inoltre il proprio nome d'arte, scegliendo di utilizzare semplicemente il suo nome di battesimo.

### 2016-2017:Album
Nel 2016 Ghali ha fondato la propria etichetta discografica Sto Records, con l'obiettivo di pubblicare il proprio materiale da solista. Il 14 ottobre dello stesso anno ha pubblicato attraverso Spotify il singolo Ninna nanna, con il quale ha stabilito nuovi record di streaming in Italia, ottenendo il più alto numero di ascolti nel primo giorno; successivamente ha conquistato la vetta della Top Singoli grazie al solo ascolto in streaming, dato che l'artista aveva inizialmente preso la decisione di non venderlo presso i negozi digitali di musica. Il singolo è stato in seguito certificato quadruplo disco di platino dalla FIMI per le oltre 200 000 copie vendute.
Il 3 febbraio 2017 è stata la volta del secondo singolo Pizza kebab, che ha raggiunto la terza posizione della Top Singoli ed è stato certificato doppio disco di platino dalla FIMI. Il 17 marzo ha partecipato alla realizzazione del primo singolo di Charlie Charles, ovvero Bimbi, con la collaborazione di altri rapper italiani, come Izi, Rkomi, Sfera Ebbasta e Tedua. Il 27 marzo collabora con il rapper francese Lacrim nella traccia intitolata Tristi, parte dell'ultimo album di Lacrim intitolato Force et Honneur. Il 27 aprile il singolo Pizza kebab è stato certificato disco di platino dalla FIMI.
Il 26 maggio 2017 Ghali ha pubblicato l'album d'esordio Album, anticipato il 12 dello stesso mese dal singolo Happy Days, vincitore del "Premio Lunezia Rap" e promosso il 1º settembre dal quarto singolo Habibi, anticipato il mese precedente dal relativo videoclip. Intorno allo stesso periodo Album è stato certificato disco di platino con oltre 50 000 copie vendute, mentre successivamente è stato certificato triplo disco di platino per le oltre 150 000 copie vendute.

### 2018-2020: Inediti eDNA
Nel corso del 2018 Ghali ha pubblicato una serie di singoli stand-alone. Il primo di questi è stato Cara Italia, presentato il 26 gennaio ma già promosso nel corso dell'inverno 2017 in una versione remixata utilizzata come spot pubblicitario della Vodafone, il cui videoclip è stato pubblicato il giorno seguente. Il 4 maggio 2018 è stata la volta di Peace & Love, realizzato insieme al rapper Sfera Ebbasta e al produttore Charlie Charles, che ha debuttato in vetta alla Top Singoli. Il 25 dello stesso mese è stato pubblicato Zingarello, singolo nato dalla collaborazione del rapper con il produttore Sick Luke.
Nello stesso anno Ghali ha inoltre collaborato con Capo Plaza al brano Ne è valsa la pena, incluso nell'album 20, uscito il 20 aprile attraverso la Sto Records. Nello stesso anno la rivista Forbes Italia lo ha inserito tra gli under 30 italiani che avranno maggiore impatto nel futuro per la categoria musica. Nei mesi di ottobre e novembre si è svolto il Ghali in tour, dove l'artista si è esibito nei principali palazzetti italiani, tra cui il Mediolanum Forum di Assago e il PalaLottomatica di Roma.
Nel 2019 Ghali ha proseguito con la pubblicazione di singoli inediti, iniziando il 15 marzo con I Love You, prodotto da Zef. Il successivo 21 giugno sono stati pubblicati in contemporanea Turbococco e Hasta la vista, il primo di questi accompagnato da un videoclip. Il 5 luglio è stato pubblicato il mixtape Machete Mixtape 4, nel quale Ghali è presente nel brano Goku insieme a Sick Luke. Nell'estate di quell'anno Ghali ha tenuto quattro date in Europa, prendendo parte anche al Tomorrowland.
Il 21 febbraio 2020 Ghali ha pubblicato il secondo album DNA, caratterizzato da sonorità più hip hop e pop piuttosto che trap. La sua uscita è stata anticipata dai singoli Flashback, prodotto da Mace e presentato l'11 novembre 2019, e Boogieman, in collaborazione con Salmo e distribuito a partire dal 17 gennaio 2020. Il terzo estratto Good Times è stato pubblicato il 3 aprile a seguito del successo ottenuto nel periodo antecedente, tra cui il debutto in vetta alla Top Singoli.

### 2021-2023:Sensazione ultrae altri progetti
Nel febbraio 2021 Ghali ha rivelato di essere al lavoro su nuovo materiale per un terzo album in studio, rivelando due mesi più tardi di aver completato il primo singolo del progetto discografico. Il 22 giugno dello stesso anno è uscito il singolo stand-alone Chiagne ancora, frutto della collaborazione con Liberato e J Lord. Il 29 ottobre successivo il rapper ha reso disponibile il singolo Wallah insieme al relativo video musicale, a cui ha fatto seguito nel mese di aprile 2022 i successivi singoli Walo e Fortuna. Intitolato Sensazione ultra, l'album è stato distribuito il 20 maggio 2022.
Nel 2023 ha preso parte ai brani Alo Alo di Noizy e Tiffany di Baby Gang, oltre al singolo Puta di Sixpm e Guè. Successivamente contribuisce alla realizzazione dell'album La Divina Commedia di Tedua scrivendo il brano Hoe in collaborazione con Sfera Ebbasta, aprendo così la sua carriera di autore per altri artisti. Nello stesso anno torna a collaborare con Charlie Charles al singolo Obladi oblada. Nello stesso anno è inoltre uscito il mixtape No Regular Music dei DJ producer Sad Turs e KIID sotto la Sto Records, in cui Ghali appare nel brano Bus Freestyle.

### 2023-presente:Pizza Kebab Vol. 1e primo Sanremo
Il 27 novembre 2023 Ghali ha annunciato a sorpresa il suo quarto album di inediti, intitolato Pizza Kebab Vol. 1 e la cui uscita è avvenuta il 1º dicembre seguente. Il disco presenta quattordici brani, di cui alcuni che vantano le partecipazioni di vari artisti come Geolier, Luchè e alcuni componenti della Dark Polo Gang.
Nel febbraio 2024 ha partecipato per la prima volta in gara al 74º Festival di Sanremo con il brano Casa mia, giunto al quarto posto nella serata conclusiva della manifestazione. Il brano ha poi raggiunto la quinta posizione della classifica italiana e certificato triplo disco di platino. Il singolo successivo, Paprika, pubblicato nel mese di maggio, ha raggiunto la terza posizione nella classifica italiana e certificato triplo disco di platino. Il 20 settembre è comparso nel brano Ghetto superstar contenuto nell'album Locura del rapper Lazza.
L'11 ottobre 2024 è uscito il singolo Niente panico, che ha poi guadagnato il disco d'oro. Concluso l'anno, Ghali è risultato essere l'artista più ascoltato in radio in Italia nel 2024. Il 16 maggio 2025 è stato pubblicato il singolo Chill. Il 25 luglio seguente compare nell'album No Regular Music 2 dei producer Sadturs e Kiid, rispettivamente nelle tracce Maneskin, contenente la partecipazione di Shiva, e Server, con Thasup.

## Stile e influenze musicali
Ghali ha dichiarato che i cantanti Stromae e Michael Jackson hanno avuto una forte influenza sul suo stile musicale, e anche Jovanotti è uno dei suoi artisti preferiti. La copertina di Album, il suo primo disco, rappresenta inoltre un tributo dell'artista verso quelle di Michael, di Michael Jackson, e di Culture, dei Migos.

## Vita privata
Essendo nato in Italia da genitori tunisini, ha acquisito la cittadinanza italiana solo al compimento della maggiore età, come previsto dalla legge italiana. Ha dichiarato di aver subito bullismo da piccolo, a causa della sua passione per la scrittura, ed episodi di discriminazione a causa delle sue origini.
Ha un legame molto forte con la madre Amel, che dal 2019 è anche la sua assistente.
Dal punto di vista religioso è musulmano, ma ha dichiarato di aver frequentato un asilo gestito da suore, partecipando alle preghiere cattoliche, e di aver mangiato prosciutto fino all'età di quattro anni.
Nel 2019, ha avuto una relazione con la supermodella Mariacarla Boscono. Dal 2020 al 2024 è stato legato a Camilla Venturini, designer bresciana.
È un grande tifoso del Milan e presenzia regolarmente allo stadio di San Siro durante i match della squadra rossonera.

### Posizioni politiche
Da sempre molto attivo per i diritti dei migranti, nel 2022 ha donato una barca a Mediterranea Saving Humans.
Nel corso del Festival di Sanremo 2024 si è pubblicamente schierato contro il genocidio in corso a Gaza e i bombardamenti sui civili nella striscia ad opera delle forze armate israeliane, scatenando l'indignazione della comunità ebraica italiana e di un ambasciatore israeliano.
Si è sempre dichiarato molto critico nei confronti del governo italiano presieduto da Giorgia Meloni, in particolare verso la stessa Presidente del Consiglio e verso il Ministro delle Infrastrutture e dei Trasporti Matteo Salvini, accusati ripetutamente dall'artista di non riuscire a tutelare i migranti che arrivano in Italia.

## Discografia

### Da solista
Album in studio
- 2017 – Album
- 2020 – DNA
- 2022 – Sensazione ultra
- 2023 – Pizza Kebab Vol. 1

Raccolte
- 2017 – Lunga vita a Sto

### Con i Troupe D'Elite
Album in studio
- 2014 – Il mio giorno preferito

EP
- 2012 – Troupe D'Elite EP

## Tournée
- 2018 – Ghali in tour
- 2022 – Ghali Summer tour
- 2022 – Ghali European club tour
- 2024 – Ghali live 2024
- 2025 - Summer Tour 2025

## Partecipazioni a manifestazioni canore
- Festival di Sanremo (Rai 1)
  - 2024 – 4º posto con Casa mia

## Doppiaggio
- City of Lies - L'ora della verità (City of Lies), regia di Brad Furman (2018)

## Riconoscimenti
- Forbes Italia
  - 2018 – Inserimento tra gli under 30 italiani di maggiore impatto nel futuro nella categoria "Musica"[28]